# Distrugerea infrastructurii de transport din România și Transilvania în Primul Război Mondial
Participarea României la Primul Război Mondial s-a soldat cu o serie de distrugeri provocate infrastructurii de transport din Regatul României, și Transilvania. În Bucovina și Basarabia au avut de asemenea loc astfel de distrugeri.

## Văile transilvănene ale Oltului și Mureșului

### Campania anului 1916
La începutul lunii septembrie 1916 toate podurile de pe valea Oltului mijlociu, cu excepția celui de la Hoghiz, au fost distruse de către Armata Austro-Ungară. Același lucru s-a întâmplat și în defileul Mureșului superior, în zona Toplița.

## Calea ferată Siculeni–Adjud

### Campania anului 1916
Pe porțiunea de cale ferată Miercurea Ciuc–Ghimeș se aflau 5 viaducte. Dintre acestea, Caracău fusese terminat în luna decembrie 1896. Lungimea sa era de 264,15 m și era sprijinit pe două pile. Structura sa centrală metalică de 102,22 m era prelungită de două alte structuri metalice laterale – fiecare de 51,36 m. Existau trei culee de 8 m pe o parte și două pe cealaltă parte.
La intrarea trupelor românești în Transilvania în 1916, viaductul Caracău a fost aruncat în aer de către trupele ungare aflate în retragere, de această sarcină achitându-se geniștii atașați Brigăzii 19 Infanterie austro-ungară. Românii au încercat să prevină distrugerea viaductului, drept care au organizat și instruit cu acest scop o grupare specială de comando, pe care au pus-o sub comanda locotenentului Ilie Șteflea. Conform planului, această grupare ar fi trebuit să se infiltreze peste graniță cu 3 ore îninte de momentul programat al invaziei, pentru a pune stăpânire pe obiectiv mai înainte ca trupele austro-ungare să-l poată distruge. Din cauza faptului că Regimentul 14 Infanterie nu a mai avut răbdare și a trecut frontiera în același timp cu gruparea de comando, trupele inamice au fost avertizate și au avut timp să distrugă viaductul.
Acesta a fost refăcut în anul 1917 de către Armata Austro-Ungară, primind numele împaratului Carol I al Austriei. La reconstrucția sa s-au folosit două grinzi metalice de tip Roth-Wagner⁠(de)[traduceți] montate în ansamblu liber, care au realizat două deschideri susținute de un pilon înalt de 60 de m.
| Poduri și viaducte distruse pe porțiunea de cale ferată Siculeni-Adjud în perioada Primei Conflagrații Mondiale |
| --- |
| - Caracău: 1903 - Caracău: grinda centrală distrusă în 1916 - Caracău: reconstrucţia – pilonul central şi o grindă Roth-Wagner - Caracău: reconstruit (aici în 1943) - Ghimeş: 1902 - Ghimeş: distrus în 1916 - Ghimeş: reconstrucţia în 1917 - Lunca de Sus: reconstruit în 1917 - (ajutați Wikipedia și găsiți imaginea) |

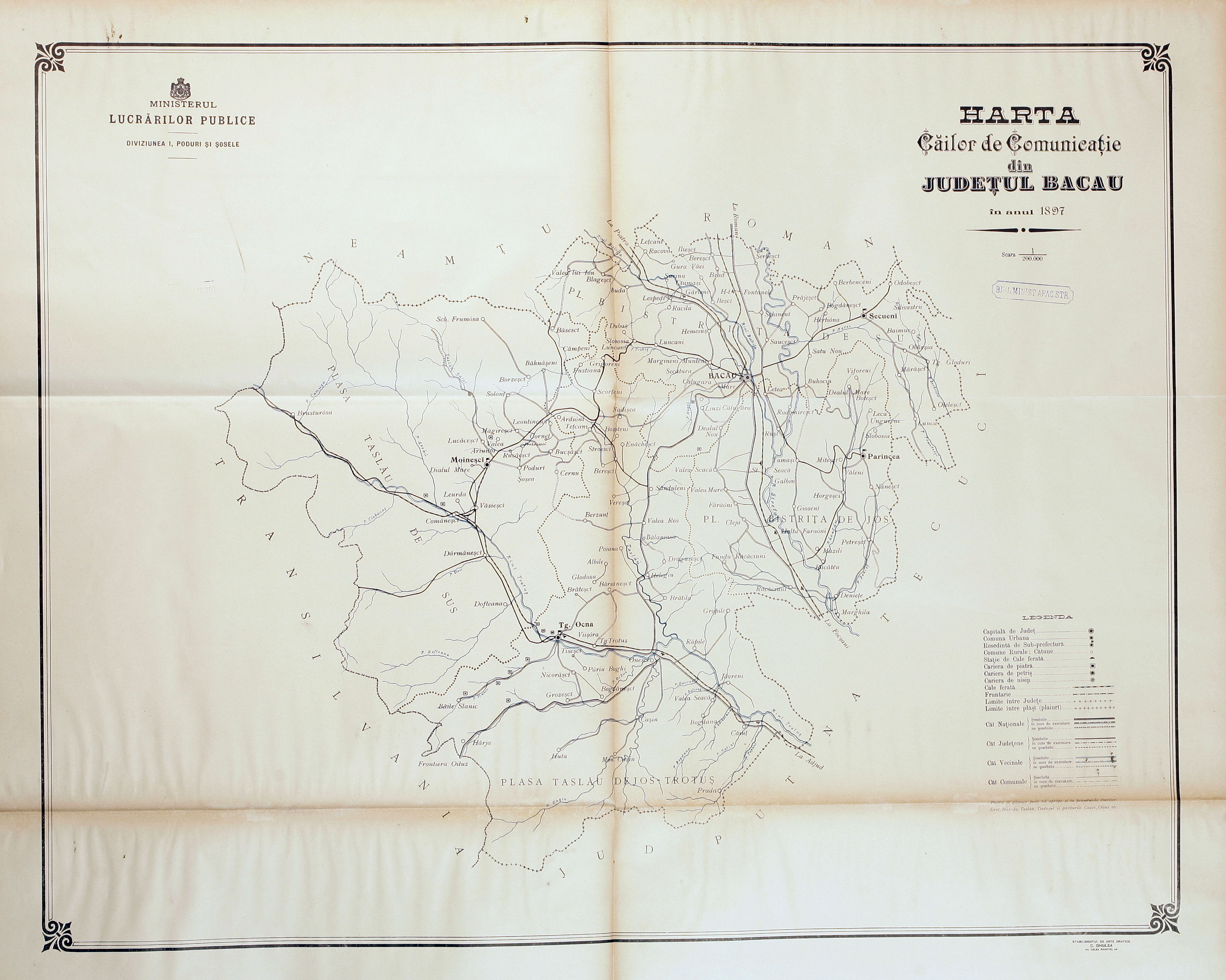
Căile de comunicație din județul Bacău în anul 1897

### Campania anului 1917
La 31 iulie 1917 artileria austro-ungară a bombardat de pe dealul Coșna satul Onești distrugându-i gara și triajul, fără însă să avarieze podul de fier de peste râul Trotuș. (primul pod combinat – linie ferată și șosea din țară, construit în perioada 1881-1885 odată cu calea ferată Adjud-Târgu Ocna).  A doua zi inamicul a executat din nou trageri de artilerie, de această dată asupra trenurilor care circulau de la Comănești spre Onești.

## Podul Fetești-Cernavodă
Construcția podului a început la 9/21 octombrie 1890 și a fost finalizată la data de 14/26 septembrie 1895, ansamblul fiind un complex format în fapt din trei poduri succesive: podul peste brațul Borcea de 970 m, viaductul Ezer de 1460 m și podul peste Dunărea Veche de la Cernavodă de 1.650 m lungime

### Distrugerea

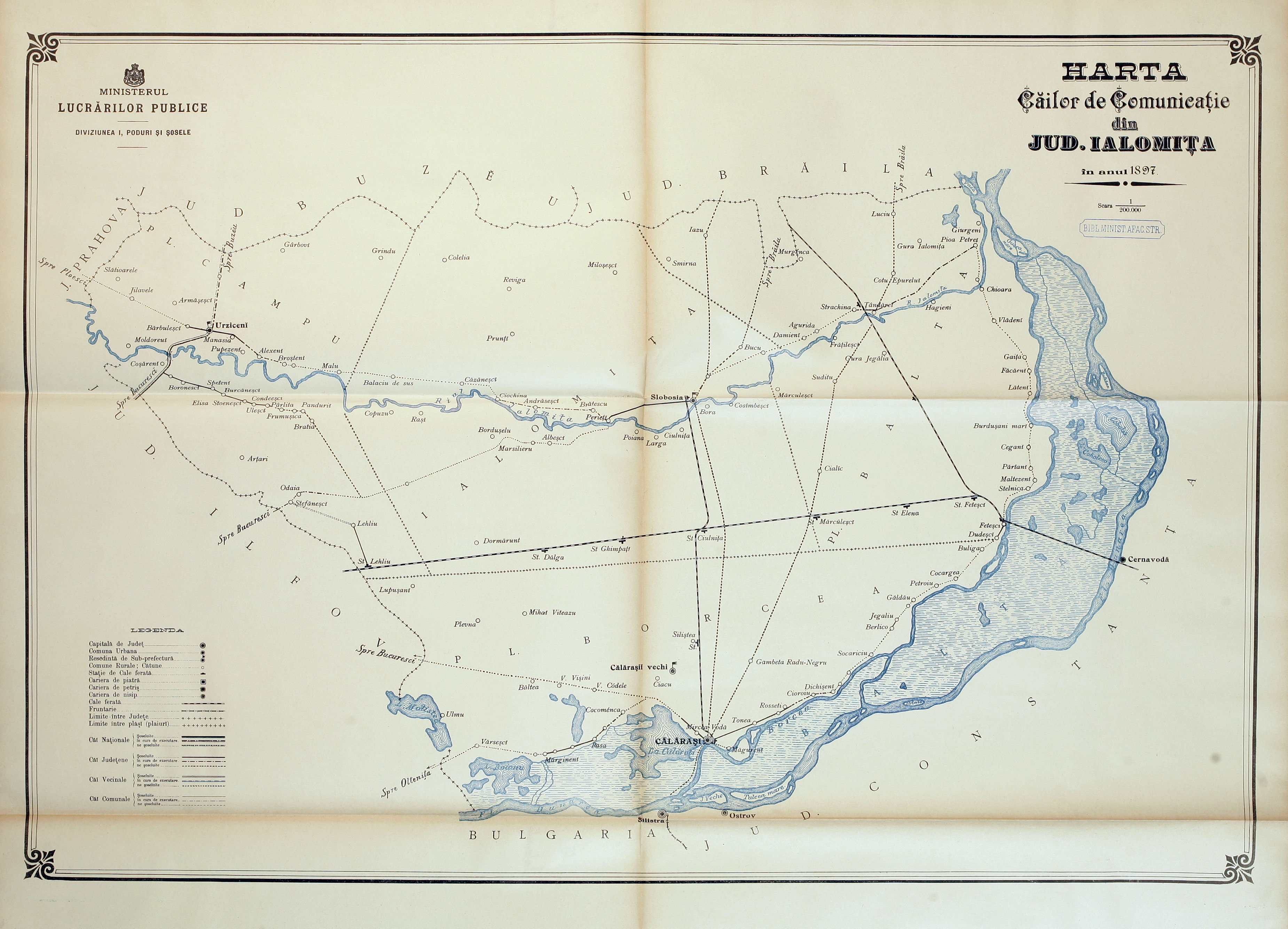
Căile de comunicație din județul Ialomița

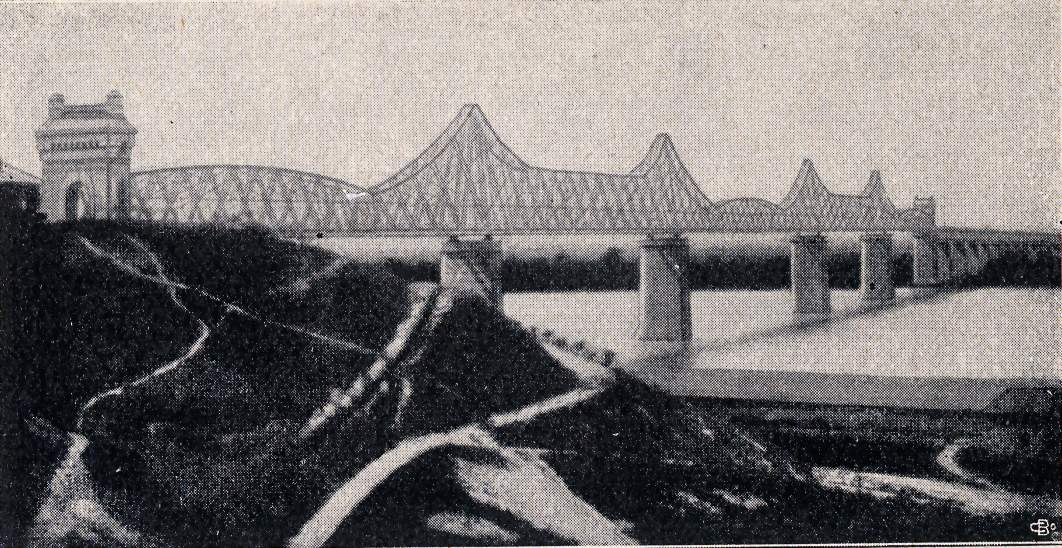
Vedere asupra podului de la începutul secolului XX

După căderea Silistrei la 10 septembrie 1916, s-a pus pentru Cernavodă problema apărării, pe podul de aici trecând calea ferată Constanța-București.  Comandamentul Flotilei de Dunăre – care avea în subordine un detașament de canoniere ruse precum și un Detașament de artilerie și mine, a primit ordin să acopere flancul fluvial al armatei pe sectorul Rasova-Cernavodă. Un baraj de mine de fund a fost pus la Rasova în 16 septembrie și în apărare au fost instalate poziții de artilerie între 16 și 30 septembrie la Rasova și Cochirleni. Un baraj similar a fost extins pe brațul Borcea. Pe fondul măsurilor de apărare luate, în timpul ofensivei Puterilor Centrale navele flotilei austriece nu au riscat să forțeze pozițiile defensive realizate.
De la începutul lunii septembrie zilnic (iar unori de mai multe ori pe zi), aviația germană a atacat podul de la Cernavodă, încercând să-l distrugă. Acesta a fost apărat de artileria antiaeriană navală și de uscat, dar după 29 septembrie navele ruse au terminat muniția antiaeriană și s-au retras în aval, la 3 km.
| “ | Veți căuta a distruge cu orice preț podul Cernavodă. În caz de imposibil, distrugeți cel puțin o parte peste Borcea... Veți bara intrarea vaselor inamice pe Borcea și pe Dunăre la sud de Cernavodă. Veți fi gata în orice moment a respinge atacul flotei de operațiuni, atacând-o când împrejurarea va cere aceasta. Se cere vigoare și energie. | ” |
| — Ordin adresat de către Marele Cartier General la 12 octombrie 1916, contraamiralului Nicolae Negrescu | |   |

Abandonarea pozițiilor defensive terestre din capul de pod Cernavodă în noaptea de 11/24 spre 12/25 octombrie a fost precedată de ordinul trimis către trupele de geniu de a arunca în aer podurile de peste Dunăre.
Pentru aceasta, fuseseră aduse în stația „Dunărea” 6 vagoane de dinamită. Deși acțiunea fusese precedată de studii desfășurate timp de luni de zile, acțiunea din ziua de 11/24 octombrie desfășurată timp de 7 ore, a dat greș. Ca efect, la 12/25 octombrie Marele Cartier General a ordonat contraaamiralului Nicolae Negrescu să distrugă cu orice preț podul de peste Dunăre și – în caz de nereușită, să-l distrugă cel puțin segmentul de peste brațul Borcea. Ca atare, marinarii de pe  monitorul Lahovary  și de pe vedetele care-l însoțeau – aflați sub ordinele comandorului V. Toescu,  au reușit la 13/26 octombrie 1916 să distrugă podul de la Fetești instalând mine de baraj plutitoare Hertz puternic încărcate cu trotil, burate pe plăcile de susținere ale aparatelor de așezare a grinzilor independente pe console. Tablierul a fost astfel dislocat și a căzut în apele fluviului. Alături, a fost distrus și podul intermediar tot de către minele Marinei.
După ce Comandamentul Armatei de Dobrogea hotărâse să abandoneze Cernavodă, dat fiind că nu se reușise distrugerea podului Regele Carol I, detașamentul rus format din canonierele Doneț, Kubaneț și Tereț a primit ordin de la contraamiralul Constantin Bălescu să distrugă segmentul de pod dinspre malul dobrogean, în timpul retragerii. În contextul avansului rapid al trupelor inamice, navele nu au reușit să ducă la îndeplinire misiunea încredințată. Cu toate acestea, podul era deja nefuncțional datorită faptului că centurile superioare și inferioare fuseseră afectate de explozii.
| Podul de la Cernavodă:1916-1921                                                        |
| -------------------------------------------------------------------------------------- |
| - Fotografie aeriană dintr-un avion german în 1916 - Iarna 1916-1917 - Iarna 1916-1917 |

### Reconstrucția
Problemele segmentului de pod dinspre Cernavodă au fost rapid remediate de germani  întimpul ocupației.
Reconstrucția podului peste brațul Borcea a fost finalizată la 22 decembrie 1921.

## Acțiunile militare din Oltenia
| Imagine indisponibilă                                                                  |  | Imagine indisponibilă |
| Căile de comunicație în anul 1897 din județele Gorj (la stânga) și Vâlcea (la dreapta) |  |                       |

| Imagine indisponibilă                                                                    |  | Imagine indisponibilă |
| Căile de comunicație în anul 1897 din județele Dolj (la stânga) și Romanați (la dreapta) |  |                       |

Într-o ultimă și zadarnică rezistență după Bătălia de la Târgu Jiu (3/16-4/17 noiembrie 1916), podurile care asigurau trecerea valea Amaradiei au fost distruse. Aceasta însă nu a împiedicat inamicul să treacă prin apa scăzută a râului. Slabele detașamente de ariergardă care se retrăgeau din fața inamicului care se revărsa în câmpiile Olteniei, aveau alături de datoria de a evacua materialele de război și răniții, misiunea de a proteja retragerea trupelor prin aruncarea în aer a podurilor.
La 11/24 noiembrie când au ajuns la linia  Oltului, trupele germane au găsit astfel podurile de la Drăgășani și Slatina, distruse
La Slatina se afla cea mai directă și mai importantă trecere de peste Olt, aici fiind construite în 1875 din fier pudlat un pod feroviar de 45,5 + 5 x 57,3 + 45,5 m, iar între 1888-1891 sub supravegherea inginerului Nicolae Davidescu un al doilea pod, cu rol rutier, din oțel.
La 14 noiembrie 1916 podul rutier a fost însă aruncat în aer de către trupele române, în încercarea de a stăvili ofensiva inamică (reconstrucția sa s-a făcut în contul daunelor de război de către Germania învinsă, după Primul Război Mondial). La Izbiceni, de asemenea podul (de beton) a fost aruncat în aer de către detașamentul în a cărui pază fusese încredințat.
La podul de la Izbiceni s-a consemnat sfârșitul retragerii Grupului Cerna. Soldații săi, ajunși la malul Oltului la 5 decembrie 1916 au încercat să repare podul pentru a continua retragerea. Mai înainte a de a se fi sfârșit reparația au fost atacați de către germani la 5 și 6 decembrie dinspre nord și vest, producându-se inevitabilul. 
Încercarea trupelor germane de a forța râul pe la Drăgășani sau Slatina nu a avut succes, dar a reușit prin surprindere la Stoenești, unde podul fusese lăsat aproape intact de către detașamentul român însărcinat cu distrugerea lui.
Cu toate că situația fusese raportată ierarhic comandamentului Diviziei 1 Cavalerie de către comandantul companiei de cicliști însărcinate să apere podul, echipa de pionieri de la Stoenești a fost formată din doar 3 oameni: un sergent și 2 soldați care au avut 100 kg. de pulbere, mijloacele existente fiind insuficiente pentru ca misiunea să fie îndeplinită. 
Astfel, la 11/24 noiembrie 1916 trupele germane au întors linia de apărare a trupelor române de la Slatina. O soartă similară a avut podul de la Islaz, aflat în bătaia tunurilor de pe vasele inamice de pe Dunăre și de pe malul bulgar.
| Poduri și viaducte distruse în Oltenia în perioada Primei Conflagrații Mondiale |
| --- |
| - Podul de la Câineni în 1912 - Refacerea podului de la Câineni de către trupele germane (ilustrație de Albert Reich) - Podul de la Râmnicu Vâlcea distrus - Podul rutier de la Drăgăşani în 1903 - Podul rutier de la Slatina - Podul feroviar de la Slatina, distrus - Podul de la Stoeneşti – incomplet distrus de către trupele române, în retragere - Podul de la Izbiceni (ajutați Wikipedia și găsiți imaginea) - Podul Turnu Măgurele - Islaz (circa 1904) |

## Acțiunile militare din Muntenia, retragerea spre Subcarpații Vrancei și campania anului 1917
| Imagine indisponibilă                                                                   |  | Imagine indisponibilă |
| Căile de comunicație în anul 1897 din județele Putna (la stânga) și Tecuci (la dreapta) |  |                       |

„Retragerea armatei e precedată și întovărășită de distrugeri de tot felul. Magaziile și hambarele încărcate cu grânele strânse cu sudoarea feței muncitorului se prefac în mormane de tăciuni și cenușe. Se dărâmă și se aprind fabricile și morile. Se aruncă în aer arsenale, pulberării și depozite militare. Se prăbușesc mărețele poduri aruncate peste ape cu atâta trudă și cheltuială. Se nimicește tot avutul țării. În urmă rămâne pustiu și jale.”—Constantin Kirițescu despre „Drumul calvarului” parcurs de Armata României, aflată în retragere spre Siret
Aflați în retragere spre Moldova, rușii au distrus podul feroviar de peste râul Ialomița, de la Slobozia.
În planul de atac german al Bătăliei de la Mărășești, ofensiva Puterilor Centrale trebuia să ducă la trecerea Siretului la Cosmești cu scopul formării unui cap de pod defensiv în regiunea Tecuci. Situat în zonă la sud de Cosmești, un mare pod asigura trecerea râului de către calea ferată Mărășești–Tecuci și de către șoseaua Panciu–Tecuci. Acesta a servit în timpul bătăliei deplasării trupelor române ale Diviziei 5 și 14 Infanterie, fiind aproape pe punctul de a fi cucerit de trupele germane în ziua de 14 august 1917 la apogeul luptei din pădurea Prisaca. Refăcută chiar în fața podului, linia de apărare a defensivei românești a permis a doua zi retragerea trupelor pe malul stâng al Siretului și aruncarea în aer a podului de către trupele române.
| Poduri și viaducte distruse în Muntenia și Vrancea în timpul Primei Conflagrații Mondiale |
| --- |
| - Podul feroviar de la Slobozia, de peste râul Ialomița - Pod peste râul Putna aruncat în aer de trupele române aflate în retragere - Podul rutier şi feroviar de la Cosmeşti înainte de război - Podul de la Cosmeşti, distrus - (ajutați Wikipedia și găsiți imaginea) |

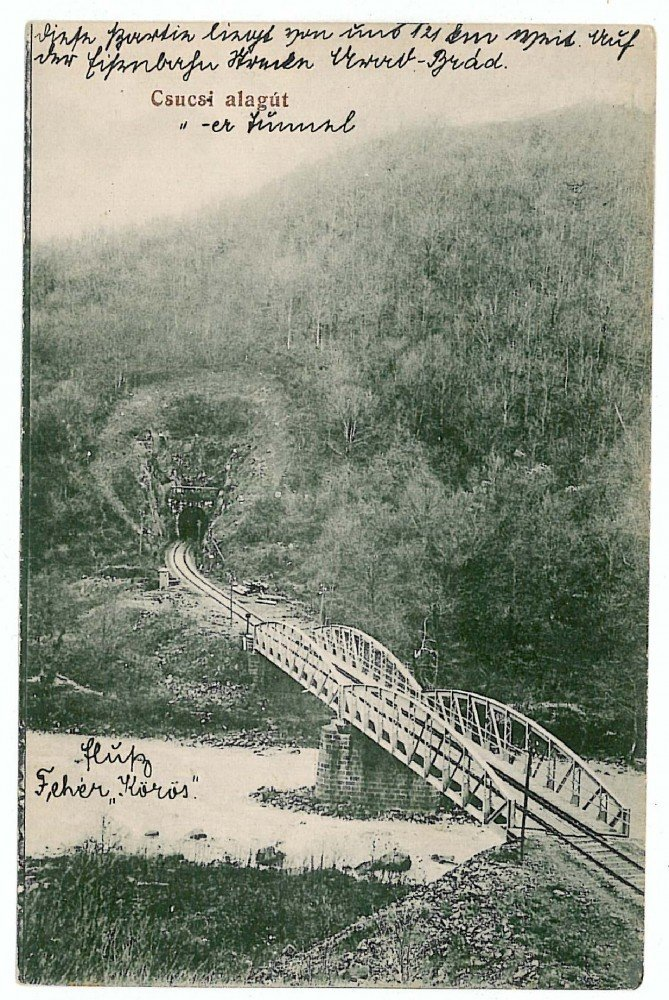
Podul feroviar de peste râul Crişul Alb și tunelul feroviar de la Ciuci (Vârfurile) înainte de 1914

## Transilvania 1918-1919
În timpul operației Armatei României de ocupare a liniei de demarcație din anul 1918, Garda Națională Română din Ținutul Hălmagiului a preluat în luna decembrie 1918 paza și apărarea tunelului feroviar de la Ciuci (Vârfurile) și a podurilor peste Crișul Alb. La sfârșitul lunii ianuarie 1919 guvernul ungar a ordonat trupelor sale sa ocupe linia de demarcatie și să ia contact cu Armata României, care pe valea Crișului Alb ajunsese la Brad. Considerată avanpost al trupelor române, Garda din Hălmagiu a primit ordinul de a se opune militar avansului trupelor maghiare spre Brad, mergând până la distrugerea căii de acces feroviare prin tunelul de la Ciuci. La mijlocul lunii februarie 1919, Garda a distrus calea ferată dintre Tălagiu și Ciuci precum și parțial podul feroviar aflat la vest de gara Ciuci și a angajat ulterior lupta cu trupele ungare la tunel.

## Regiuni conexe: Bucovina și Basarabia
| Poduri și viaducte distruse în Bucovina și Basarabia în perioada Primei Conflagrații Mondiale |
| --- |
| - Podul rutier de peste Prut de lângă Cernăuţi, distrus în 1914 - Podul de la Tighina de peste Nistru în perioada antebelică - Podul de la Tighina, distrus în 1919 - (ajutați Wikipedia și găsiți imaginea) |